# 野球アルゼンチン代表
野球アルゼンチン代表（やきゅうアルゼンチンだいひょう）は、アルゼンチンにおける野球のナショナルチームである。WBSC南北アメリカに所属している。

## 歴史
2010年の南アメリカ競技大会では3位であった。
年代別代表では、15U野球ワールドカップに出場しており、2012年には15チーム中8位、2014年には18チーム中10位の成績を残した。
2022年7月8日に第５回ワールド・ベースボール・クラシック(WBC)の予選B組に組み込まれ、WBCに初参加することになった。

## 国際大会

### オリンピック
- 2008年 - 予選敗退
- 2020年 - 予選敗退

### ワールド・ベースボール・クラシック
- 2006年 - 不参加
- 2009年 - 不参加
- 2013年 - 不参加
- 2017年 - 不参加
- 2023年 - 予選敗退

### WBSCプレミア12
- 2015年 - 参加資格無し
- 2019年 - 参加資格無し
- 2024年 - 参加資格無し

### ワールドカップ
- 全年 - 参加せず

### インターコンチネンタルカップ
- 1973年 - 8位

### パンアメリカン競技大会
- 1951年 - 8位
- 1955年 - 不参加
- 1959年 - 不参加
- 1963年 - 不参加
- 1967年 - 不参加
- 1971年 - 不参加
- 1975年 - 不参加
- 1979年 - 不参加
- 1983年 - 不参加
- 1987年 - 不参加
- 1991年 - 不参加
- 1995年 - 6位
- 1999年 - 不参加
- 2003年 - 不参加
- 2007年 - 不参加